# Synagogue Or-Thora de Tunis
Pour les articles homonymes, voir Synagogue Or Thora.
La synagogue Or-Thora est une ancienne synagogue tunisienne située dans l'ancien quartier de la Hara (actuel quartier de la Hafsia), sur la rue Achour, à Tunis.

## Histoire
Elle est construite par les architectes Aimé Krief et Jean Sebag avant la Seconde Guerre mondiale.
Le 12 février 1957, le président Habib Bourguiba la visite.